# Галактички центар
Галактични центар je појам у астрономији око кога се ротира цела галаксија. Галактички центар у Млечном путу налази се на 8.33±0.35 kpc (килопарсека) од Земље у правцу Стрелаца где је и најсјајнији. Постоје јаки докази да у центру галаксија постоји супермасивна црна рупа.

## Докази за постојање
Са Земље, центар Млечног пута се не види у видљивом и ултраљубичастом делу спектра јер се Земља налази у самом галактичком диску где има највише прашине. Посматрањем у гама, инфрацрвеном и радио делу спектра може се добити слика центра Млечног пута. Координате су први пут забележене 1918. и у екваторијалном координатном систему износе: за ректасцензију 17h45m40.04s, а за деклинацију −29° 00' 28.1".

## Растојање до центра
Тачна удаљеност од Земље до центра Млечног пута није сигурна. Најновија истраживања где је коришћена геометрија за добијашње резултата показују вредности између 7.6 и 8.7 kpc. Метода мерења удаљености цефеидама у овом случају није прецизна јер је центар галаксине превише близу па су грешке при мерењу сувише велике.

## Супермасивна црна рупа
Комплексни извор јаког сигнала у радио делу спектра Sagittarius A лоциран је веома близу центра Млечног пута. Научници тврде да је извор овог сигна заправо супермасивна црна рупа у центру галаксије, тачније, акрециони диск око црне рупе. Пречник овог извора одређен је 2008. године и износи 0.3 астрономске јединице односно 44 милиона километара. Ради поређења, то је приближно иста вредност као и удаљеност Меркура од Сунца у перихелу. Маса ове црне рупе је процењена на 4,31 милиона маса Сунца.

## Околина око црне рупе
Околина око црне рупе у центру галаксије пречника 1 парсек садржи стотине звезда. Већина тих звезда су старе црвене и масивне звезде. Такође има и звезда које су приближно исте старости па се мисли да су настале све у току једног догађаја који се одиграо пре пар милиона година. То су прилично младе звезде и научници нису очекивали да их нађу толико близу црне рупе. Две најближе црној рупи и најмлађе звезде су S2 и S0-102. Научници имају две теорије како су ове звезде могле настати: или су формиране негде другде у неком масивном јату звезда па мигрирале до тренутне локације или су формиране у самом акреционом диску црне рупе где је материја довољно врућа и згуснута.
Тренутно се око центра галаксије не стварају нове звезде иако научници очекују да се то догоди у диску молекулске прашине који се налази на 2 парсека удаљен од центра где је материја довољно згуснута да се почну стварати звезде. 2002. године Антони Штарк и Крис Мартин предвидели су да ће у овом региону у наредних 200 милиона година сигурно бити стварања нових звезда. То такође може довести до стварања џетова који избијају из црне рупе.

## APOD
- АПОД 1
- АПОД 2
- АПОД 3
- АПОД 4
- АПОД 5
- АПОД 6